# Список политических партий Ливана
В Ливане более 90 политических партий. В 2005 году после убийства бывшего премьер-министра Рафика Харири политическая сцена стала очень поляризованной: большинство основных политических партий и движений стали частью одного из двух крупных соперничающих альянсов: Коалиция 8 марта и Коалиция 14 марта. Большинство партий пользуются поддержкой отдельных религиозных общин или сложились вокруг тех или иных политических лидеров, руководителей кланов и влиятельных семей.

## Партии, представленные впарламенте
Современность ради будущности — политическое движение в Ливане, основанное в 2005 Саадом Харири, младшим сыном Рафика Харири. На последних законодательных выборах в июне 2005, движение было главной фракцией блока «Список мученика Рафика Харири», который выиграл эти выборы. Текущий лидер Саад Харири пообещал превратить движение в политическую партию после завершения законодательных выборов 2005 года.
Прогрессивная социалистическая партия (ПСП) основана в 1949 политическими деятелями, выступила за проведение социальных реформ. Партия объявила себя светской и внеконфессиональной. В её составе — представители различных религиозных общин, но наибольшим влиянием она пользуется среди друзов. Сейчас во главе партии стоит лидер, сын основателя партии, Валид Джумблат. В сфере внешней политики ПСП выступала за нейтралитет Ливана, однако на практике ориентировалась на поддержку арабских националистических режимов и палестинского национального движения против Израиля. После выборов 2005 года в парламенте 16 её членов.
Партия Ливанских сил (ПЛС) образована в 1991 г. на базе военно-политической группировки Ливанские силы (ЛС), которые в свою очередь были созданы в 1976 в результате объединения различных христианских ополчений, сражавшихся с палестинскими отрядами. В начале 1980-х ЛС полностью контролировали Восточный Бейрут и Ливанские горы, вели борьбу с сирийской армией и сотрудничали с Израилем. Партия выступала в оппозиции против новой власти, установленной в соответствии с Таифскими соглашениями. Партия была запрещена просирийским правительством в Кедровой революции в начале 2005 года. На выборах 2005 года получила 5 мест.
«Катаиб» (Ливанские фаланги, ЛФК) — ливанский политический движение, созданное в 1936 как полувоенное молодёжное объединение маронитов. «Катаиб» — правая партия, выдвинувшая девиз «Бог, родина и семья». Фалангисты выступали за сохранение конфессиональной системы, защита экономики свободного рынка и частной инициативы, против коммунизма. В ходе гражданской войны ЛФ возглавляли лагерь христианских партий — «Ливанский фронт». В 1982 лидер «Ливанских сил» Башир Жмайель (сын П. Жмайеля) был при поддержке Израиля избран президентом Ливана. После смерти П. Жмайеля в 1984 партия стала раскалываться и постепенно утратила свое влияние. В 2005 году в парламент были выбраны 6 членов блока Корнета Шехвана, в который входит партия.
Национал-либеральная партия (НЛП) образована 1958 бывшим президентом Ливана Камилем Шамуном. Шамунисты выступали за сохранение конфессиональной системы, «поощрение усилий капитала», неприкосновенность частной собственности, развитие экономики свободного рынка, за поддержку тесных связей с западными государствами. В период гражданской войны НЛП и созданные ею отряды «Тигров» принимали активное участие в «Ливанском фронте». Однако после смерти К. Шамуна в 1987 произошло ослабление организации. Выступая против присутствия сирийских войск в Ливане. Призвали к бойкоту парламентских выборов в 1992, 1996 и 2000. На выборах 2005 года блок «Собрание Корнета Шеван», в который она входила, получил 6 мест.
Демократическое возрождение — основана в 2001 г. группой 50 ливанских политических деятелей, интеллигенции и бизнесменов. Её возглавляет кандидат в президенты страны Нассиб Лахуд, депутат Бейрута с 1991 по 2005 После выборов 2005 года имеет одного представителя в парламенте.
Левое демократическое движение (ДЛР) — политическая партия, основанная в 2004 году в результате объединения левых интеллигентов, активистов, перед тем отколовшихся от Ливанской коммунистической партии (ЛКП) и левых студенческих групп. После выборов 2005 года имеет одного представителя в парламенте.
«Амаль» — ливанское шиитское движение, образованное в 1975 имамом Мусой ас-Садром как «Отряды ливанского сопротивления» — военное крыло созданного в 1974 «Движения обездоленных». Организация отказалась принять участие в гражданской войне 1975 году и поддержала сирийское вмешательство в 1976, также призвала к сопротивлению Израиля и поддержке «палестинской дела», но одновременно противостояла военным формированием палестинцев. Популярность «Амаль» резко выросла под влиянием иранской революции 1979 и в начале 1980-х она стала крупнейшим политическим движением шиитской общины. После выборов 2005 года число депутатов от Амаль составляет 14, а блок «Сопротивление и развитие», в который она входит — 35.
«Хизбалла» («Партия Аллаха») образована 1982 группой представителей шиитского духовенства во главе с шейхом Мухаммедом Хусейном Фадлаллахом и привлекла к себе много радикальных сторонников движения «Амаль», недовольных умеренной и просирийской линией его руководства. В 1980 партия открыто ориентировалась на Иран и призвала к созданию в Ливане исламского государства по иранскому образцу, отвергала любой компромисс с христианами, Израилем и США. После заключения Таифских соглашений политика «Хизбаллы» стала более умеренной. В её заявлениях стали отчетливее звучать социальные мотивы, темы защиты бедных и независимой экономической политики. На выборах 2005 года в парламент были выбраны 14 членов партии (35 в блоке «Сопротивление и развитие» совместно с «Амаль» и СНСП).
Сирийская национал-социалистическая партия (СНСП). Образована 1932 православным политиком Антуаном Сааде на позициях близких к европейскому фашизму. Основной целью провозгласила создание «Великой Сирии», которая охватывает современные Сирию, Ливан, Кувейт, Ирак, Иорданию и Палестину. Была несколько раз запрещена после убийств руководителей правительства страны, но затем снова разрешена. На выборах 2005 года в парламент Ливана были выбраны 2 её члена.
Свободная национальная течение — христианский политическое движение, созданный сторонниками генерала Мишеля Ауна, председателя военного правительства с 1988 Аун отказался признать Таифские соглашения и сформированные на их основе новые власти Ливана, однако в октябре 1990 года он вынужден был капитулировать под натиском сирийских войск и отправился в эмиграцию. Его сторонники продолжали действовать нелегально, к Кедровой революции 2005 года. На выборах 2005 партия получила 14 мест в парламенте. (21 в Аунивського альянса, в который они входят)

## Партии, не представленные в парламенте
Национальный блок (НБ) — образованный 1939 президентом Ливана Эмилем Эдде. В 1946 превратился в политическую партию. НБ был связан с маронитской элитой Ливана, аграрными, банковскими и предпринимательскими кругами. НБ выступил за развитие экономики свободного рынка и свободной торговли, за привлечение иностранных капиталовложений в страну. Партия в равной степени отвергала как сирийские, так и израильскую гегемонию в стране, требовала проведения политической демократизации. Она осудила Таифские соглашения и бойкотировала парламентские выборы в 1992 и 1996 Однако в 2000 в парламент были выбраны 3 сторонники НБ.
Партия арабского социалистического возрождения (Баас) — ливанское отделение общеарабской партии Баас, основанное в 1956. С 1963 деятельность партии в Ливане была запрещена, и она работала нелегально до 1970. В 1960-х ливанские баасисты раскололись на две организации — просирийскую и проиракскую. Просирийская партия Баас в Ливане пользуется широкой поддержкой Сирии. На выборах 2000 в парламент были выбраны 3 её члена. Лидер просирийской Баас Али Кансо занимал пост министра труда.
В Ливане существует ряд группировок последователей «арабского социализма» бывшего египетского президента Гамаля Абделя Насера. Самое старое из них — Движение независимых насеристов — возникла в конце 1950-х. В 1958 созданы движением ополчения «Мурабитун» сражались с войсками президента Шамуна. В 1971 организация была официально оформлена. Она поддерживала палестинское присутствие в Ливане, участвовала в блоке «Национально-патриотических сил», а её ополчения сыграли активную роль в гражданской войне, сражаясь с фалангистами, а затем с израильскими войсками. Однако в 1985 отряды «Мурабитун» были полностью разгромлены силами ПСП и «Амаль», и движение фактически перестало существовать.
Объединение за республику — основан популярным оппозиционным политиком Альбером Мукейбром (православным). Выступает за политическую демократизацию и независимость Ливана.
Армянские партии. На территории Ливана действуют отделения ряда традиционных армянских политических партий. Партия «Дашнакцутюн» (Союз) была основана в Армении в 1890 и выступает с позиций народнического социализма, однако её ливанское отделениями занимает правые позиции и отстаивает капиталистический общественный строй. Они действовали в союзе с «Катаиб», ориентировались на сотрудничество с западными странами и боролись с насеристскими идеями. Однако с 1975, в период гражданской войны, партия дашнаков отказалась от участия в вооруженном конфликте и поддержки христианского блока, и много армянских кварталов подверглись нападениям со стороны «Ливанских сил» Б. Жмайеля. После окончания войны дашнаки стремились возглавить блок армянских партий и выступали с проправительственных позиций, что принесло им поражение на парламентских выборах 2000 и 2005 годов.
Армянская Социал-демократическая партия «Гнчак» («Колокол») была образована в 1887 в Женеве. Её ливанское отделениями занимало левые позиции, выступало за социализм, плановую экономику, демократию и справедливое распределение национального дохода. «Рамкавар-азатакан» (Либерально-демократическая партия) действует с 1921 и ориентируется на сохранение армянской культуры в диаспоре. Выступает в защиту частной собственности. На выборах 2000 впервые завоевала 1 место в парламенте.
Не добилися поддержки на выборах 2000 ряд партий, которые пользовались определённым влиянием в 1990-х. Партия «Ваад» («Обет») была организована 1989 бывшим членом «Катаиб» и бывшим командиром «Ливанских сил» Али Хобейкой, который после его смещения в 1986 перешел на просирийские позиции и с 1991 года был депутатом парламента и неоднократно занимал министерские посты. На выборах 2000 партия лишилась обоих мест в парламенте. В январе 2002 Хобейка был убит в результате покушения. Суннитская организация «Джамаа аль-исламийя» («Исламское сообщество»), представленная бывшим студенческим лидером исламистов Северного Ливана Халедом Дахери, в 2000 потеряла представительство в парламенте.
Ливанская коммунистическая партия (ЛКП) — одна из старейших в Ливане. Созданная 1924 группой интеллигентов как единая для Ливана и Сирии и полностью ориентировалась на СССР. В 1939—1943 была запрещена французскими колониальными властями. С 1944 ливанская компартия действовала самостоятельно, но большого успеха не имела, а в 1947 была объявлена вне закона «за связь с заграницей». Действуя в подполье, ЛКП в 1965 приняла решение о союзе с ПСП и арабскими националистами. В 1970 партия вновь стала работать легально, и в 1970-х её влияние значительно возросло. Партия приняла участие в блоке «Национально-патриотических сил», а созданные ею вооруженные отряды активно сражались в ходе гражданской войны против сил христианского блока. В 1980 роль ЛКП упала; многие её активисты были убиты исламскими фундаменталистами.
Организация коммунистического действия Ливана (ОКДБ) создана в 1970 в результате слияния двух небольших левых группировок (Организации социалистического Ливана и Движения ливанских социалистов). К ней присоединились также остатки Движения арабских националистов. ОКДБ характеризовала себя как «независимую, революционную коммунистическую партию» и критиковала ЛКП за «реформизм». Во время гражданской войны организация приняла активное участие в блоке «Национально патриотических сил» и боях против сил христианского блока. Организация поддерживала тесные контакты с Демократическим фронтом освобождения Палестины. В парламенте Ливана не представлена.
На территории Ливана действуют различные палестинские группировки, а также курдские партии.